# Македонското дело
„Македонското дело. Мемоар, изпратен до Министерския съвет от името на една група Македонски дейци“ е документ, изпратен в 1901 година от водачите на Върховния македоно-одрински комитет до българското правителство. Мемоарът има за цел да разкрие на русофилския кабинет в София истината за антибългарската политика на Румъния, Сърбия и Русия в Македония и да парира опитите за овладяване или закриване на Върховния комитет от правителството вследствие на аферата „Михайляну“ от 1900 година.

## История

### Авторство
Макар и подписан от тримата водачи на ВМОК Иван Цончев, Стоян Михайловски и Стефан Николов, авторът на мемоара е Михайловски. Тримата не се подписват като членове на Върховния комитет, а с професионалните си занимания – Михайловски, бивш доцент при Висшето училище и бивш народен представител, Цончев, запасен генерал и Николов, запасен подполковник, председател на Софийското стрелческо дружество.
- Автори
- Стоян Михайловски
- Генерал Иван Цончев
- Полковник Стефан Николов

#### Антибългарска политика на Румъния, Сърбия, Австро-Унгария и Германия
Като се спира на аферата „Михайляну“, мемоарът обвинява румънските власти във фалшифициране на доказателства и българското правителство в това, че не е изяснило същността на аферата на Великите сила, но като цяло дейците на Върховния комитет се опитват да омаловажат убийството на Михайляну като „банален инцидент“. Мемоарът припомня добрите връзки в миналото между българи и румънци, но защитавайки се, подчертава промяната в румънската политика, която първа повежда война срещу българските македонски дейци с лозунга „Долу размирниците“ и се опитва да насъска срещу тях европейската дипломация. Новите румънски политици се обвиняват във фанариотщина и вражда към всичко славянско и в частност в стремеж да предотвратят обединението на българската нация, тъй като създаването на голяма славянска държава на юг от Дунава според тях би завършила обкръжаването на румънците от славяни. Затова и се появава теорията за компенсациите – „Румъния ще отстъпи на българщината куцовлашките – македонски населения; срещу тая обаче отстъпка Румъния трябва да получи тъй наречените quadrilatere strategique (Варна, Шумен, Русчук, Силистра)“. Основен двигател на антиславянската и антибългарската политика е крал Карол I, който е под влияние на Виена и Берлин и иска кръстоносен поход на Балканския полуостров за укрепяване на румънизма. Австро-Унгария, знайки, „че преобладаващият елемент в Македония сега е българският, тя използва всички средства, законни и незаконни, за да вкара, за да развие там нещо друго, да посее смут и раздор между жителите и така да подготви благоприятна почва за своята политическа амбиция – този елемент са сърбите“. Крал Милан и крал Карол отклоняват народите си от естествените им цели – Войводина и Босна и Херцеговина и Трансилвания и Буковина, защото „Една Санстефанска България, едно пет-шест милионно българско царство, като се има предвид бляскавите качества на българския гражданец и на българския войник, лека-полека, би абсорбирали всичките находящи се около тях дребни народности. Подобна една Велика България щеше да бъде на Изток като един китайски зид за немщината“.

### Антибългарска политика на Русия
Мемоарът заключава, че „гонитбата е обща против българщината. Мразят ни в Пеща, Виена и Берлин, мразят ни в Белград и Букурещ, мразят ни в Атина и в Цариград. Българинът е трън в очите на всички искатели на приключения, на всички, които жаднеят за незаконна добивка“. А това българофобство има един източник – наложилото се мнение, че българите са „отчаяни панслависти, русофили“. Съответно и преследванията на българщината се увеличават значително след помирението с Русия в 1896 година. Но въпреки че българите скъпо изплащат русофилската си ориентазия, Русия също така води антибългарска политика. Мемоарът посочва антибългарските думи на руския консул Ястребов „Македонската българщина е едно грозно заблуждение, историческо и етническо, и аз ще изкореня това заблуждение!“, които са отражение на заповедите от Санкт Петербург. Изтъква се и дейността на руския консул Виктор Машков в Скопие, който заявявал на македонските българи: „Вий не сте българи, а сте сърби! Тук няма ни един българин! Аз ви забранявам да ми говорите за някаква си българска народност!“ и подпомага даването на един манастир на сръбски свещеници. Руската дипломация също така насърчавала турските власти да усмирява „искателите на една велика България“, което усмиряване се подпомага от руския консул в Солун. Причината за антибългарската политика на Санкт Петербург е, че „русите не вярват в българщината, защото мислят, че тя е елемент опасен. Една Санстефанска България може, напр., кога да е да влезе в съюз с Румъния и тогава двете тези държавици с 12 милиона народонаселение ще могат да разполагат с една доста добра армия; тая армия ще може да се преобрази твърде лесно на немска авангардия. За да мислят така, русите си припомват едно недалечно минало, когато немското име, немската култура, немското влияние бяха едничката програма на софийските диктатори. А това, което е станало веднъж, може да стане и дваж, и триж, и 10 пъти“.

#### Македонската организация и българското правителство
Мемоарът призовава към задружна дейност по Македонския въпрос в България и отхвърля твърденията, „че македонското дело е държава в държавата и че българското правителство трябва да абсорбира всяка българска просветена инициатива“. Според авторите самостоятелните патриотически дружества в цивилизованите страни не само не търпят, но и се закрилят от правителствата, заради „умственото развитие, духовната отхрана, укрепването на братските връзки между членовете на обществото, усилването на националната дисциплина“. Те отхвърлят идеята, че националистическите сдружения трябва да са под прекия надзор на централната власт като назадничава.
Същевременно българското правителство се заплашва с мощта на Македонската организация: „Македонското дело е твърде популярно в България и има грамадно число привърженици. Това дело е мощно организирано, и никоя политическа стихия у нас не е в състояние да го сгази. Конфликтът, следователно, който се предизвиква от мерките, взети против македонските дейци, не може да има други последици, освен една междуособица, от която ще се възползуват враговете на нашата народност“. Според авторите на мемоара „с новата гонитба против македонските дейци, българската власт компрометирва честта на нашия народ между чужденците; защото навсякъде вече македонското дело се счита като чисто национално дело“. Такова компрометиране би станало и в „очите на свестния български гражданин“.
Мемоарът иска от правителството кредит на доверие до есента и моли министрите да не се вслушват в съветите на чуждите дипломати. Според авторите зле обмисленият опит да се абсорбира македонското дело от българските управници няма да обезоръжи Високата порта и надеждите за реформи в Османската империя са пагубен блян, тъй като „турците виждат в лицето на българина опасен елемент за върховенството на исляма и се мъчат да сгазят тоя елемент. Като взеха пример и поука от вероломната Австрия, турците създадоха едно грозно компетиторство между гърци, сърби и българи. Но главният устрем на новите османски макиавелисти бе, да уничтожат мислящата част от българското народонаселение, да премахнат ръководещия ум и българските сфери, да обезкървавят, тъй да речем, цял народ. Да, хитроумният падишах преследва най-вече българските учители и свещеници. Той се бои от 35 букви на българската азбука, исто тъй, както се страхува в своя дворец от ятагана... в Македония катадневно се закриват български училища, български църкви, катадневно се предават на едно нищожно малцинство цинцари и куцовласи. И от тия турци – властници ние ще идем да искаме добросъвестно и самоволно изпълнение на онези международни трактати, които говорят за реформи в Турско?! Кървава ирония!“.
Авторите на мемоара допускат, че „може би македонските дружества в България да са извършили някои грешки“. Но пък според тях в „в дейността на българските политически партии бият в очи сума неща, които носят характер на престъпления“, тъй като външната политика на официална София е „политика на катадневни унижения“. Мемоарът призовава българските министри да не посягат на македонското дело, тъй като „всяка народност, разпокъсана от междуособици, ще стане, рано или късно, плячка на чужденеца... Правото е в лагера на нашите самостоятелни борци: силата е у Вас. Нека силата иде да подкрепи правото и българщината мощно ще възсияе върху небосклона на свободните народи“.

## Последици
Под въздействието на мемоара и на дипломатическите рапорти на българските търговските агенти в Македония дошлото на власт през декември 1901 година русофилско правителство на Стоян Данев иска отзоваването на руския дипломат Машков. Въпреки това, под руски натиск след Горноджумайското въстание и посещението на руския външен министър граф Владимир Ламсдорф в София, Стоянданевото правителство в началото на 1903 година разтурва Върховния комитет, а ръководителите му са арестувани и интернирани в провинцията.